# Carl Augustin Grenser
Pour les articles homonymes, voir Grenser.
Carl Augustin Grenser (né  le 14 décembre 1794 à Dresde ; décédé le 26 mai 1864 à Leipzig) était un flûtiste allemand et un historien de la musique.

## Biographie
Fils aîné du facteur d'instruments Karl Augustin II Grenser (1756-1814) et petit-fils du facteur d'instruments à vent en bois Karl Augustin I Grenser (1720-1807), Carl Augustin Grenser reçut ses premières leçons de musique très jeune de son père et fut très tôt connu comme enfant prodige. Dès l'âge de six ans, il se produisait en public avec son père en tant que flûtiste. À  partir de ses sept ans, il reçut de Knoll, un musicien de la chambre du duc de Courlande, des leçons de flûte. À neuf ans, il se produisait en concert. Adolescent, il joua de 1806 à 1808 pendant la saison des bains dans l'orchestre de la station thermale de Teplice. De 1810 à 1813, il fut membre de l'orchestre de Krebs à Dresde. Dans cette position, il a encore pris des leçons avec l'hautboïste Christian Gotthilf Steudel, un ancien chasseur royal de Saxe, qui fut plus tard, première flûte de la chapelle du roi de Saxe.
En 1814, il se rendit à Leipzig, où il fut le premier flûtiste de l'orchestre du Gewandhaus jusqu'en 1855. Parallèlement, Grenser commença à établir la chronologie des activités de l'orchestre, avec lequel il s'était produit pour la première fois en commun le 24 octobre 1814. Le manuscrit de son Geschichte der Musik hauptsächlich aber des großen Conzert- und Theater-Orchester in Leipzig se trouve aujourd'hui au Musée d'histoire de la ville de Leipzig (de). Cet ouvrage, pour lequel Grenser a pu consulter des documents toujours perdus aujourd'hui, contient des données et des faits qui vont bien au-delà de l'histoire de la musique et constitue une source importante pour l'histoire de la ville de Leipzig.
Carl Augustin Grenser parlait presque toutes les langues européennes et était très cultivé sur le plan scientifique. En 1843, il devint professeur et inspecteur au Conservatoire de musique nouvellement créé.
En tant que compositeur, Grenser n'est connu que pour trois duos pour flûte (opus 1) publié chez Probst à Leipzig.

« Comme écrivain, M. Graenser a publié, dans la Gazette musicale de Leipsick (année 1824, n° 24), une réponse à un article de M. le docteur Pottgiesser : Sur les défauts de la flûte. En 1828, il a aussi donné dans les n° 7, 8, 9 et 10 de la même gazette un morceau intitulé : Passages intéressants pour les flûtistes, tirés du livre : A Word or two on the flûte by W. N. James (Edimburg and London, 1826), accompagnés d'annotations par Charles Graenser. Enfin, l'article Flûte, inséré dans le Hauslexikon, publié chez Breitkopf et Haertel, est de M. Graenser. »

En 1815, il fut admis dans la loge maçonnique Apollo. Grenser a habité à Leipzig entre autres dans la Stadtpfeifergäßchen (aujourd'hui Magazingasse), dans la Burgstraße 143 et en dernier lieu au Neukirchhof 5 (aujourd'hui Matthäikirchhof). Il avait deux frères qui étaient également musiciens au Gewandhaus et membres de la loge Apollo, le violoniste et timbalier Friedrich August Grenser (né le 6 juillet 1799 à Dresde ; décédé le 10 décembre 1861 à Leipzig) et le violoncelliste Friedrich Wilhelm Grenser (né le 5 novembre 1805 à Dresde ; décédé  le 5 janvier 1859 à Leipzig).